# ماغنوس إلياسن
ماغنوس إلياسن (بالنرويجية: Magnus Eliassen)‏ هو عازف قيثارة وموسيقي ومغني نرويجي، ولد في 2 يناير 1981 في مدينة بودو في النرويج.

## وصلات خارجية
- ماغنوس إلياسن على موقع IMDb (الإنجليزية)
- ماغنوس إلياسن على موقع ميوزك برينز (الإنجليزية)
- ماغنوس إلياسن على موقع أول ميوزيك (الإنجليزية)
- ماغنوس إلياسن على موقع ديسكوغز (الإنجليزية)
- ماغنوس إلياسن على موقع قاعدة بيانات الفيلم (الإنجليزية)